# 香港浸信會神學院

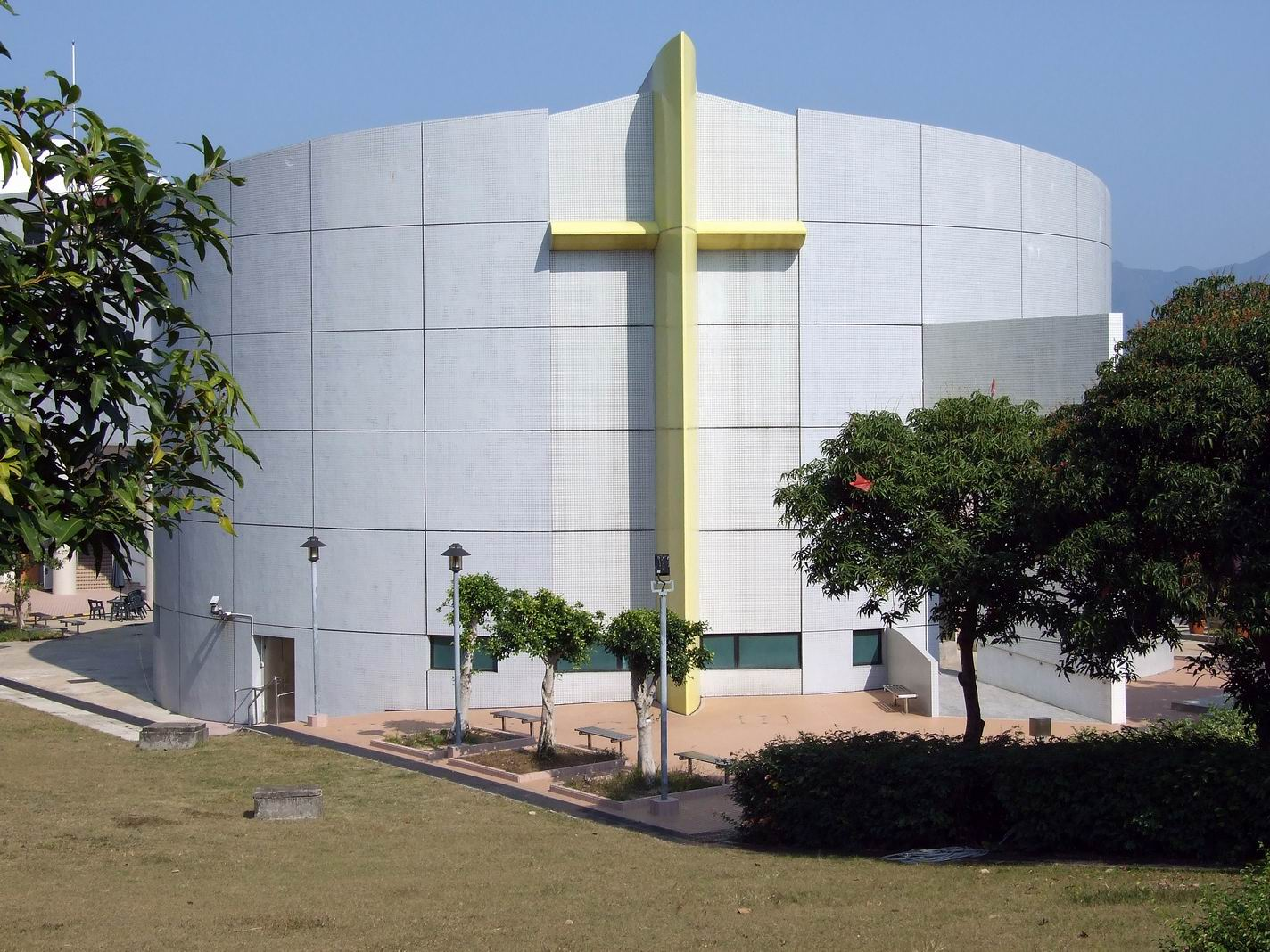
香港浸信會神學院大禮堂

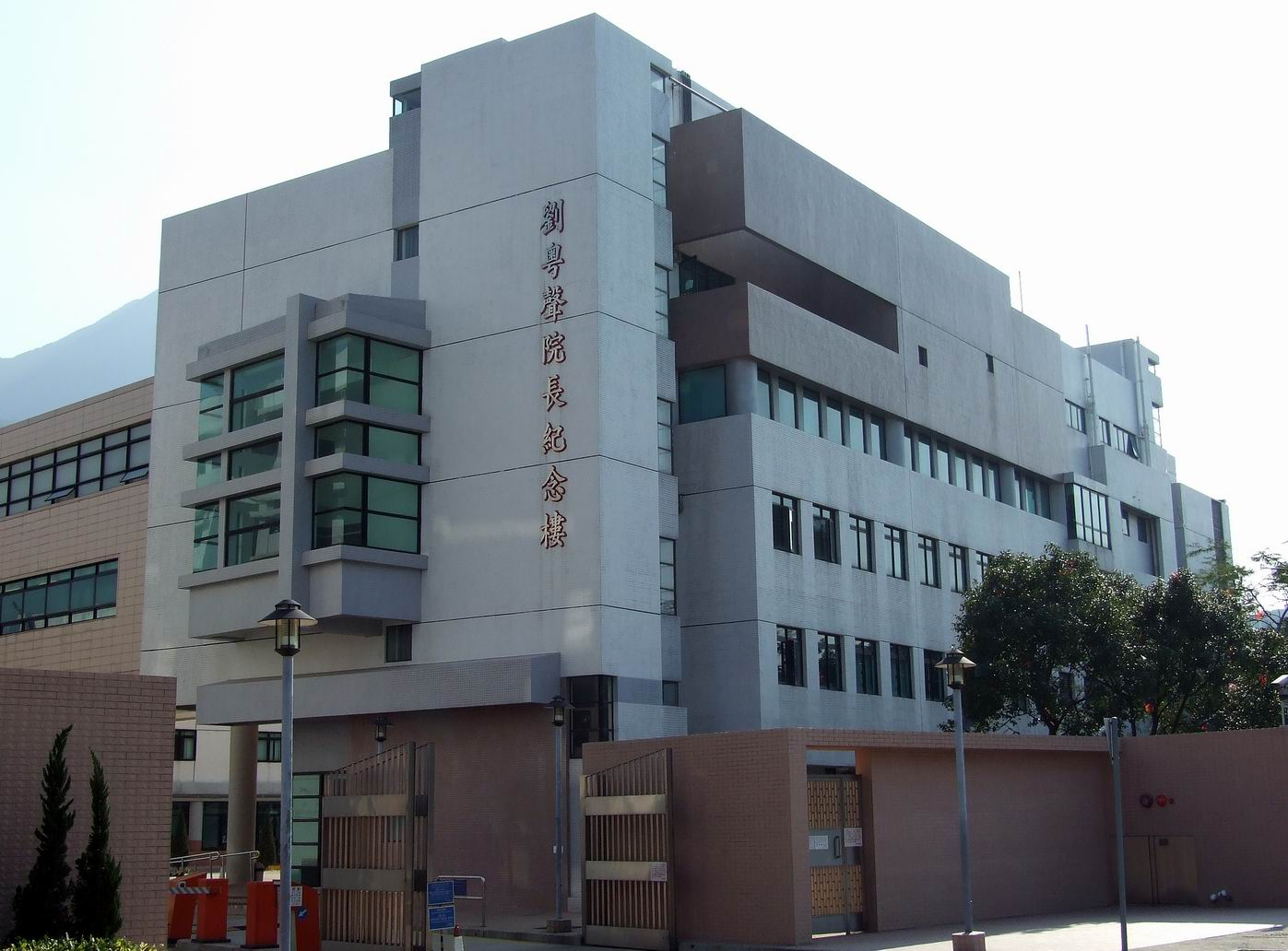
香港浸信會神學院行政及教學大樓

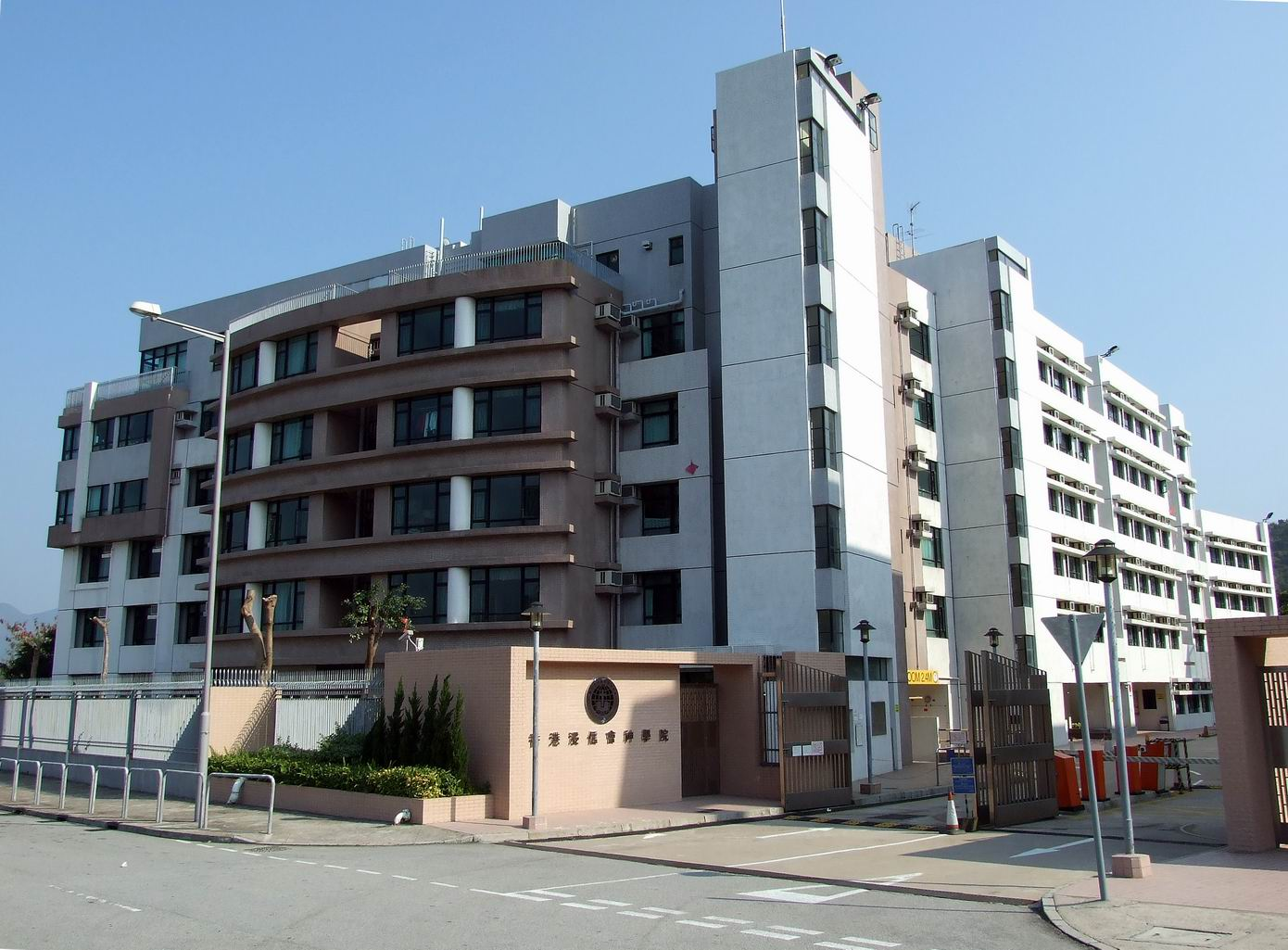
香港浸信會神學院宿舍

香港浸信會神學院（簡稱浸神，英文：Hong Kong Baptist Theological Seminary或HKBTS）是香港浸信會聯會屬下的神學院，院址位於西貢北西澳。現任院長為曹偉彤博士。

## 歷史
香港浸信會神學院的前身，是由基督教兩廣浸信會聯會在廣州創辦的「兩廣浸信會聯會神道學校」。後來基於政局變遷，於1950年被逼關閉。
同時，由於香港浸信會教會缺乏傳道人服侍和發展教會，所以決定在香港籌辦神學院，由林子豐擔任籌委會主席，並於1951年正式成立香港浸信會神學院，劉粵聲牧師擔任首任院長。至1956年，美南浸信會購入何文田山道1號新校，以供此校使用，並於同年至1959年間逐步遷入。
1992年，此院決定換地重置，並接受新鴻基地產開出條件，由新地在西貢北西澳現址用地代建校舍，以換取舊址用地作住宅發展；同時，美南浸信會亦要將舊址地上權贈予香港浸信會聯會，從而將之再售予新地。隨著新校舍於1998年12月21日交付，此院自翌年起於現址上課。

## 現況
浸信會神學院現任院長為曹偉彤博士。神學院提供的課程，包括神學學士、道學碩士、宗教教育碩士、教牧輔導碩士、神學碩士，神學博士及宗教教育高級文憑課程。

## 設施
行政及教學大樓樓高四層，地下是行政辦公室及約翰馬利紀念堂，可容納 140 個座位，另有會議室及多用途室；一、二樓為中、小型課室共 7 間，二樓亦設有可容 120 人的演講廳及電腦學習室；三樓為院長辦公室、副院長兼教務長辦公室、教授辦公室和會議室；新翼三樓設有大型課室 1間及中型課室 2 間；四樓設有教授辦公室、 2 間內設鋼琴之小型課室、 4 個練琴室及視聽教材製作中心。
香港浸信會神學院禮堂可容納 400 人聚會，呈圓形設計，頂部微微向上傾斜，在最高點之外牆垂下一大型十字架。
圖書館座落於行政及教學大樓二樓，面積約 750 平方米，為紀念「美南浸信會聯會海外傳道會」的執行幹事梁根博士而命名為「梁根紀念圖書館」，館藏中、英文書逾 7 萬冊，為本地神學院資源最豐富的圖書館之一。
「學生活動大樓」地下是餐廳、2 間綜合活動室及遙距教育課程辦公室；一樓設有院牧辦公室、學生事務長辦公室、輔導室、祈禱室及 3 間多用途室；三樓有學生休息室及學生會辦公室。
香港浸信會神學院共有 3 座宿舍，分別為教職員宿舍、已婚學生宿舍及單身學生宿舍，學生宿舍合共可容納 230 人居住。

## 應用神學教育中心
香港浸信會神學院於二〇〇二年開始在旺角弼街基督教大樓七、八、九樓成立「應用神學教育中心」。

## 信徒神學教育中心
香港浸信會神學院於一九九五年設立「信徒神學教育中心」，現位於旺角中僑商業大廈十樓。

## 外部連結
- 香港浸信會神學院 （页面存档备份，存于）